# Ruch (Oregon)
Ruch – jednostka osadnicza w Stanach Zjednoczonych, w stanie Oregon, w hrabstwie Jackson.